# جشمة تاغي (دشت روم)
جشمة تاغي (بالفارسية: چشمه تاگی) هي قرية تقع في إيران في قسم دشت روم الريفي. يقدر عدد سكانها بـ 26 نسمة بحسب إحصاء 2016.